# Fonctions tripartites indo-européennes
La tripartition, ou les fonctions tripartites indo-européennes, est une thèse formulée par Georges Dumézil à partir de la mythologie comparée. Selon lui, les sociétés d'origine indo-européenne organisent l'activité humaine en trois fonctions, correspondant aux domaines religieux, guerrier et économique, qui sont exercées comme des pouvoirs séparés et hiérarchisés.
Vivement contestée à ses débuts, la théorie de la tripartition a eu une influence décisive sur toute une génération d'historiens, linguistes et comparatistes.

## Origine
Selon Dumézil, les peuples indo-européens partagent un schéma mental similaire, qu'ils soient Grecs, Arméniens, Celtes, Indo-Iraniens, Baltes, Germains, Slaves ou Latins : l'organisation de la société selon trois fonctions primordiales. Cette structure se retrouverait dans les mythes, dans les structures narratives et dans l'organisation sociale comme la théorie des ordres d'Adalbéron de Laon.
Ce schéma se retrouve dans les trois ordres de la société médiévale, société d'ordres : laboratores (travailleurs),  bellatores (guerriers) et, au sommet, qui orant (ceux qui prient).

## Les trois fonctions
- La première fonction, dite fonction sacerdotale, est liée au sacré. Elle traite également des aspects liée à l'ordre et aux lois[1].

Aussi nommée fonction souveraine, elle se manifeste avec les druides celtes, avec la classe des brahmanes hindous, ou encore avec les flamines romains. Cette fonction correspond aux divinités liées à la magie d'une part, à la justice et au contrat d'autre part. Son symbole parmi les vivants est une tête d'homme, parmi les objets : une coupe. Sa couleur est le blanc. Mal exercée, cette fonction tombe dans la folie.
Dans l'Inde védique : Mitra, Varuna
Dans le Mahabharata : le héros Yudhishthira
Dans la mythologie nordique : Odin et Týr
Dans la mythologie romaine : un des trois dieux de la triade précapitoline, Jupiter

Les trois ordres de la société médiévale

- La deuxième fonction, dite fonction guerrière, est liée à la défense du peuple. Elle recouvre les aspects de force physique, de courage, d'action et d'intelligence au combat et d'« esprit chevaleresque »[1].

Elle regroupe la noblesse d'épée, représentée, par exemple, par les chevaliers médiévaux, les guerriers, les soldats. Cette fonction se trouve dans la deuxième classe dans l'hindouisme : les kshatriyas. Dans cette fonction se trouve aussi le principe du Chef, du roi, du râja. Cette fonction correspond aux divinités liées à la force physique (Arès) d'une part, au commandement, à la victoire et à la sagesse d'autre part (Athéna). Son symbole parmi les vivants est une tête de cheval, parmi les objets : l'égide, une arme merveilleuse. Sa couleur est le rouge. Mal exercée, cette fonction tombe dans la violence et dans la lâcheté.
Dans l'Inde védique : Indra et Vāyu
Dans le Mahabaratha : les héros Arjuna et Bhima
Dans la mythologie nordique : Thor
Dans la mythologie romaine, un des trois dieux de la  triade précapitoline, Mars
- La troisième fonction, dite fonction productrice, est liée à la fécondité[1].

Elle regroupe les agriculteurs, les éleveurs, les artisans et les commerçants. Elle correspond à la troisième classe de l'hindouisme : les vaisya et aux divinités liées à la paix, à la beauté physique, aux récoltes, aux troupeaux, à la prospérité, à la richesse et au grand nombre, à l'amour et la sensualité. Son symbole parmi les vivants est une tête de taureau, parmi les objets un outil agricole[réf. nécessaire]. Ses couleurs sont le noir, le bleu foncé et le vert. Mal exercée, cette fonction tombe dans la stérilité[réf. nécessaire].
Dans l'Inde védique : les deux Ashvins
Dans le Mahabaratha : les héros Nakula et Sahadeva
Dans la mythologie nordique : Freyr, Freyja, Njord et les dieux Vanes
Dans la mythologie romaine, l'un des trois dieux de la triade précapitoline, Quirinus

## Réception

Enluminure médiévale, British Library : le clerc, le chevalier et le travailleur.

Les travaux de Dumézil, et en particulier la thèse de la trifonctionnalité, ont souvent provoqué l'opposition, voire des critiques virulentes, des spécialistes universitaires de ces domaines, rejetant les apports nouveaux de la mythologie comparée dans l'histoire et la compréhension des religions grecques, romaines, indiennes des origines. 
Arnaldo Momigliano, historien de la Rome antique, qui a fortement critiqué la thèse trifonctionnaliste, en est un exemple parmi bien d'autres,,,. L'indianiste allemand Paul Thieme a été l'un de ses adversaires les plus résolus. À titre d'exemple, après un long débat de plusieurs décennies concernant le sens de l'ethnonyme « arya »,, c'est en 1960 que Thieme l'emporte : il écarte la lecture de Dumézil des théonymes des Mittani comme preuve d'un panthéon commun indo-iranien en démontrant que ces théonymes sont de phonologie et de morphologie indiques, et non pas iraniennes. Chez les historiens des religions anciennes, Dumézil a fait face à l'opposition fondamentale du Britannique H. J. Rose et du Néerlandais Hendrik Wagenvoort (en). En France, son « principal adversaire » fut le latiniste André Piganiol.
La théorie de la tripartition a eu une influence décisive chez toute une génération de chercheurs tel Georges Duby (Les Trois Ordres ou l'Imaginaire du féodalisme, 1978), Stig Wikander (1908-1983), le spécialiste du monde celtique Christian-J. Guyonvarc'h, l'indianiste français Louis Renou, le linguiste et mythologue néerlandais Jan de Vries (1890-1964), le linguiste français Émile Benveniste, Émilia Masson pour le domaine hittite, le comparatiste Bernard Sergent, et, plus récemment, Patrick Mathieu dans le domaine des sciences de l'information et de la communication (avec la théorie de la singularité trifonctionnelle).
La pertinence des schémas fonctionnels comme grille de lecture de l'idéologie sociale de la Chrétienté médiévale suscite d'importantes études dans les années 1970, dont notamment plusieurs ouvrages de Georges Duby.
Cette avancée dans la recherche reconnue n'a pas empêché des comparatistes, tels que Jean Haudry de souligner les limites de la théorie des «Trois fonctions». Celui-ci fait remarquer que ce schéma explicatif pose un problème de chronologie et se laisse difficilement appliquer à certains domaines du monde indo-européen : parmi ceux-ci, en particulier les mondes grec ou balte où, comme le reconnaissait Dumézil lui-même, l'interprétation des mythes par le prisme de la trifonctionnalité offre peu de résultats. Jean Haudry explique que nombre de récits et légendes ne peuvent être interprétés et compris que par des notions cosmologiques, et que la cosmologie des trois cieux, ciel diurne, ciel nocturne et ciel crépusculaire, constitue la base des « trois couleurs » symboliques blanche, noire et rouge, et de leur application à la société, les fameuses trois fonctions. Cette application à la société ne s'est pas réalisée chez tous les peuples indo-européens, mais seulement parmi certains d'entre eux.

## Les trois fonctions dans l'Histoire occidentale
La société d'Ancien Régime depuis le Moyen Âge et la mutation de l’an mil, avec ses trois ordres d'activités hiérarchisés et séparés, est un bon exemple de la tripartition. Elle reprend un principe d'organisation qu'on retrouve aussi bien chez les Gaulois qu'à Rome[réf. nécessaire].
Pour Dumézil, « le schéma tripartite est mort en Occident avec les États généraux de 1789, quand la noblesse et le clergé ont baissé le pavillon devant le tiers état. On a enfin répondu à la question : qu'est-ce que le tiers état ? Eh bien, c'était la ruine du système trifonctionnel ».

## Les trois fonctions dans la fiction
- Ceux qui travaillent (2019) est le premier film d'un projet de trilogie du réalisateur Antoine Russbach, trilogie articulée autour du modèle médiéval formé par le tiers état, la noblesse et le clergé. Les deux autres volets doivent s'intituler Ceux qui combattent et Ceux qui prient.
- Dans la chanson Lyon Presqu'île sortie en 2011, Benjamin Biolay cite les deux collines mythiques de Lyon à savoir Fourvière et Croix-Rousse qu'il désigne par les termes « la colline qui prie et la colline qui crie »  (colline qui travaille) rappelant cette opposition entre oratores et laboratores.

#### Tripartition fonctionnelle dans l'Europe médiévale et moderne
- Daniel Dubuisson, « L'Irlande et la théorie médiévale des “trois ordres” », Revue de l’histoire des religions, no 188,‎ 1975, p. 35–63.
  - « Le roi indo-européen et la synthèse des trois fonctions », Annales, no 33,‎ 1978, p. 683–702.
- Georges Duby, Les Trois Ordres ou L'Imaginaire du féodalisme, Paris, Gallimard, 1978 (ISBN 2070286045).Giovanni Tabacco, « Georges Duby, "Les trois ordres ou l'imaginaire du féodalisme" », Cahiers de Civilisation Médiévale, vol. 23, no 90,‎ 1980, p. 175-177 (lire en ligne).
- Joël H. Grisward (préf. Georges Dumézil), Archéologie de l'épopée médiévale : structures trifonctionnelles et mythes indo-européens dans le cycle des Narbonnais, Paris, Payot, 1981.
- Jean-Pierre Poly, « La dragonne et les seigneurs colorés. Division trifonctionnelle et classes sociales de la Scythie à l'Europe », Droit et Cultures. Revue internationale interdisciplinaire, no 69, 2015, p. 21-54.